# Atonie
Atonie (Grieks: a - on-, -los; tonos - Spanning) is de medische term voor de ontspannen toestand of verslapping van de spieren. Hun gespannen toestand wordt aangeduid met Tonus.
Atonie kan optreden in de skeletspieren, maar ook in het spierweefsel van bijvoorbeeld de maag (maag-atonie, maagverlamming of gastroparese), darm (darm-atonie, darmverlamming of ileus) of baarmoeder (baarmoeder-atonie). Hierdoor kunnen deze organen minder gaan werken of zelfs uitvallen. Tijdens de remslaap komt ook atonie van de skeletspieren voor, dit is normaal bij de meeste warmbloedige dieren.
Atonie kan optreden als gevolg van zenuwbeschadiging of beschadiging van het ruggenmerg.
Gastroparese of maagverlamming kan veroorzaakt worden door diabetes, een virusinfectie, nierfalen, aandoeningen van het centrale zenuwstelsel of een operatie waarbij de nervus vagus beschadigd is geraakt.